# Gran Premi de la Comunitat Valenciana de motociclisme de 2001
El Gran Premi de la Comunitat Valenciana de motociclisme de 2001 va ser la dotzena cursa de la temporada 2001 de motociclisme. La cursa es disputà al Circuit Ricardo Tormo (Xest, País Valencià) el cap de setmana del 21 al 23 de setembre de 2001.